# Жабунин, Максим Владимирович
Максим Владимирович Жабунин (26 мая 1992, Темиртау, Казахстан) — казахстанский хоккеист, нападающий, тренер. Главный тренер сборной Кыргызстана по хоккею с шайбой с 2018 года.

## Биография
Максим Жабунин родился 26 мая 1992 года в казахстанском городе Темиртау.

### Игровая карьера
Воспитанник усть-каменогорского «Торпедо».
В 2004—2006 году на юношеском уровне играл на позиции защитника в первенстве России за омский «Авангард».
В дальнейшем играл на позиции нападающего за казахстанские команды: «Казцинк-Торпедо-2» из Усть-Каменогорска (2009—2010), «Бейбарыс» из Атырау (2010—2012), «Барыс-2» из Астаны (2012—2013), «Торпедо» из Усть-Каменогорска (2013—2014) и «Астану» (2014—2015). В 2011 и 2012 годах завоевал золотую медаль чемпионата Казахстана.
Выступал за юниорскую сборную Казахстана среди игроков до 18 лет. В 2009 году участвовал в первом дивизионе юниорского чемпионата мира, провёл 5 матчей, забил 4 (4+0) очка. В 2010 году также провёл 5 игр на этом турнире.
В 2012 году в составе юниорской сборной Казахстана среди игроков до 20 лет выступал в первом дивизионе B юниорского чемпионата мира и завоевал серебряную медаль. Провёл 5 матчей, набрал 1 (1+0) очко.
В 2015 году завершил игровую карьеру.

### Тренерская карьера
В 2019 году возглавил мужскую и молодёжную сборные Кыргызстана. В том же сезоне его подопечные участвовали в розыгрыше низшего эшелона чемпионата мира — квалификации третьего дивизиона. Киргизские хоккеисты выиграли все пять матчей, но после обращения сборной ОАЭ из-за проблем с гражданством игрока Александра Титова ей засчитали поражения в четырёх играх, и в итоге команда заняла последнее, шестое место.

## Семья
Отец — Владимир Жабунин (род. 1966), играл в хоккей, в том числе за «Строитель» из Караганды в Межнациональной хоккейной лиге.
Младший брат — Владислав Жабунин (род. 2002), играет в молодёжных лигах Казахстана.